# Team Coop–Hitec Products
Team Coop–Hitec Products (UCI код: HPU) — профессиональная женская команда по велоспорту, базирующаяся в Норвегии и выступающая в элитных шоссейных велогонках.
Её спонсорами являются Coop Norge, норвежский кооператив с главным офисом в Осло, и Hitec Products, норвежская компания с главным офисом в Ставангере. Компания разрабатывает и поставляет системы управления, электрогидравлические системы и системы впрыска химических веществ для международной энергетической промышленности.

## История команды

### 2013
14 августа 2013 года было объявлено, что национальная чемпионка ЮАР по шоссейному велоспорту, Эшли Молман, переходит в команду из Lotto Belisol Ladies.

### 2014
1 сентября Cyclingnews.com сообщил, что Кирстен Вилд покинет Giant-Shimano и присоединится к команде на сезон 2015 года по 2-летнему контракту, а позже в том же месяце Вита Хейне присоединилась к команде на следующий сезон. 27 октября команда подписала контракт с Татьяной Гудерцо, а Теа Торсен и Сесиль Готос Джонсен продлили свои контракты.

### 2021
В марте 2021 года женская команда Team Hitec Products объединилась с мужской командой Team Coop, образовав нынешнюю команду.